# Юсклад-э-Рьётор
Юскла́д-э-Рьёто́р (фр. Usclades-et-Rieutord, окс. Usclada e Riutòrt) — коммуна во Франции, находится в регионе Рона — Альпы. Департамент коммуны — Ардеш. Входит в состав кантона Монпеза-су-Бозон. Округ коммуны — Ларжантьер.
Код INSEE коммуны — 07326.

## Население
Население коммуны на 2008 год составляло 122 человека.
| 1962 | 1968 | 1975 | 1982 | 1990 | 1999 | 2008 |
| ---- | ---- | ---- | ---- | ---- | ---- | ---- |
| 132  | 169  | 131  | 115  | 123  | 102  | 122  |

## Экономика

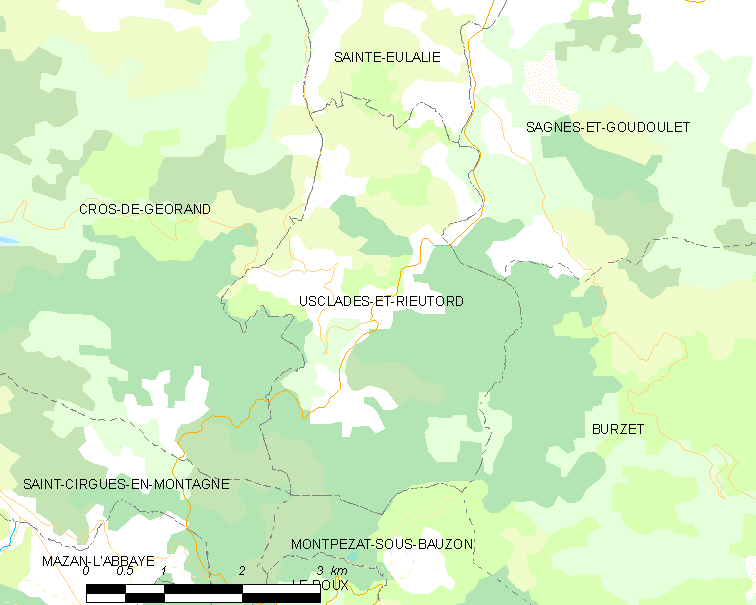
Карта коммуны

В 2007 году среди 81 человека в трудоспособном возрасте (15—64 лет) 50 были экономически активными, 31 — неактивными (показатель активности — 61,7 %, в 1999 году было 72,3 %). Из 50 активных работали 46 человек (28 мужчин и 18 женщин), безработных было 4 (1 мужчина и 3 женщины). Среди 31 неактивных 6 человек были учениками или студентами, 18 — пенсионерами, 7 были неактивными по другим причинам.